# ジャフコ グループ
ジャフコグループ株式会社（英: JAFCO Group Co., Ltd.）は、日本最大のベンチャーキャピタルである。日本を代表する投資ファンドの一つであり、国内で現存する民間最古のベンチャーキャピタルでもある。東証プライム上場。
ベンチャー投資及びバイアウト投資（企業買収）を手がけている。また、国内でのほか、北米（シリコンバレー）、中華人民共和国（北京市、上海市）、台湾、シンガポール、香港に拠点を持ち、グローバルな投資活動を行っている。1973年創業。

## 概要
同社の事業は、以下の4つの流れで構成されている。
1. ファンド：日本初の未上場企業への投資事業組合を共同設立
2. 投資：計1352億円のベンチャー・中小企業向け投資
3. 事業開発：パートナーとのマッチングなどを通じた収益向上策の支援
4. イグジット：（事業売却・上場）2015年現在、合計979社のIPO実績[4]

## 沿革
- 1973年（昭和48年）4月 - 東京都中央区日本橋1丁目5番3号に日本合同ファイナンス株式会社設立。
- 1978年（昭和53年）6月 - 本店を東京都新宿区に移転。
- 1981年（昭和56年）2月 - 大阪支店（現・関西支社）を設置。
- 1982年（昭和57年）
  - 4月 - 日本で初めて投資事業組合を設立。
  - 11月 - 名古屋支店（現・中部支社）を設置。
- 1983年（昭和58年）10月 - 福岡支店（現・九州支社）を設置。
- 1984年（昭和59年）
  - 3月 - 本店を東京都港区に移転。
  - 7月 - 海外現地法人としてJAFCO America Ventures Inc.を設立。
- 1987年（昭和62年）6月 - 社団法人日本証券業協会に店頭売買銘柄として登録。
- 1989年（平成元年）5月 - 人材の斡旋・紹介を主たる業務とする株式会社ジャフコブレインズを設立。
- 1994年（平成6年）6月 - 株式公開に関するコンサルティングを主たる業務とするジャフコ公開コンサルティング株式会社を設立。
- 1996年（平成8年）
  - 6月 - 本店を東京都千代田区丸の内に移転。
  - 11月1日 - 関連会社のジャフコブレインズが、ジャフコ公開コンサルティングと合併し、ジャフココンサルティング株式会社に社名変更。
- 1997年（平成9年）8月1日 - 社名を株式会社ジャフコに変更。
- 1998年（平成10年）6月 - 北海道支社開設。
- 1999年（平成11年）3月 - NOMURA/JAFCO INVESTMENT（ASIA）LTDを全額出資の子会社化。それに伴い、Nomura/JAFCO Investment（Hong Kong）Limited 及び同社台湾支店を子会社化。
- 2000年（平成12年）
  - 7月13日 - 関連会社のNOMURA/JAFCO INVESTMENT（ASIA）LTDが、JAFCO Investment (Asia Pacific) Ltdに社名変更。
  - 7月14日 - 関連会社のNomura/JAFCO Investment（Hong Kong）Limitedが、JAFCO Investment (Hong Kong) Ltdに社名変更。
- 2001年（平成13年）
  - 1月29日 - 東京証券取引所市場第一部上場。
  - 3月 - 海外現地法人としてJAFCO Investment（Korea）Co., Ltd.を設立。
- 2002年（平成14年）9月 - JAFCO Investment（Hong Kong）Ltd 北京駐在員事務所設置。
- 2007年（平成19年）12月 - 金融商品取引業者（第二種金融商品取引業および投資運用業）として登録。
- 2008年（平成20年）11月 - JAFCO Investment (Hong Kong) Ltd 上海駐在員事務所設置。
- 2011年（平成23年）2月 - 本店を東京都千代田区大手町に移転。
- 2017年（平成29年）
  - 8月 - JAFCO Asia（Shanghai）Equity Investment Management Co., Ltd を設立。中国事業を強化し、現地通貨建ての投資活動も開始。
  - 11月 - 野村グループから事実上の完全自立を公式発表。これは前者による独自展開が好調であることも背景にある。
- 2018年（平成30年）
  - 2月 - 本社を東京都港区虎ノ門へ移転
  - 3月 - パートナーシップモデルに運営体制を転換し投資対象ごとにチームメンバー編成を行う。
- 2020年（令和2年）10月 - 社名をジャフコグループ株式会社に変更。
- 2022年（令和4年）4月 - 豊貴伸一社長が会長に、三好啓介が新社長に就任。

## 不祥事

### 不適切行為（セクハラ）
2024年10月、ジャフコグループの複数の男性社員による女性契約社員へのセクハラ行為が報道された。被害を訴えた女性によると、2018年の入社直後から深夜の執拗な電話や酒席への強要などのハラスメントを受け、2019年12月の忘年会後では、マフラーで首を絞められた上で胸を触られた。加害者には懲戒処分が行われたが、その後女性は退職勧奨を受けて給与半減での契約更新を余儀なくされ、2022年に雇い止めとなった。
女性は法的対応を求めているが、会社側は雇い止めとセクハラ告発の関連性を否定している。この事件は、過去1年間にハラスメント被害を経験した女性起業家は52.4%と半数を超えていた報道と関連付けられており、日本ベンチャーキャピタル協会の対応の是非など、業界全体のセクハラ問題として取り上げられている。
2024年11月20日被害者の代理人は共同出資企業である7社に対し、出資者の立ち場からジャフコ側に謝罪や賠償、環境整備を要請することを求める申入書を送付した。
7社のうち、4社（中国電力、インテック、アズビル、中電工）がジャフコに対し、「人権尊重の適切な対応をおこなうこと」、「ハラスメント（二次被害を含む）の発生を予防する環境整備をすること」の要請を行った。
一方で日本政策投資銀行、森六ホールディングス、北海道電力の3社は｢回答を控える｣とした。
この申し入れは2011年国連人権理事会で採択された「ビジネスと人権に関する指導原則」に基づいている企業が人権問題に対応する社会的責任を求めたもの。具体的な要請内容は以下。
- 被害者への謝罪と賠償を含む救済措置の実施
- セクハラ防止のための環境整備
- セクハラ再発防止のための仕組みや制度の構築[14]

## 関連会社
- ジャフココンサルティング株式会社
- Icon Ventures(JAFCO America Ventures Inc.)
- JAFCO Investment (Asia Pacific) Ltd - シンガポール
- JAFCO Investment (Hong Kong) Ltd
- JAFCO Investment (Korea) Co., Ltd.